# 川南站
川南站（日语：／ Kawaminami eki */?）是位於宮崎縣兒湯郡川南町，屬九州旅客鐵道（JR九州）的日豐本線車站。此站是川南町內唯一車站，車站靠近海邊，與縣道302號並行。而車站與町中心區域相距3公里，主要只靠上、下午繁忙時間共開出9個班次的穿梭巴士來往町中心及車站，交通接駁並不算很便利。

## 車站構造

### 站房

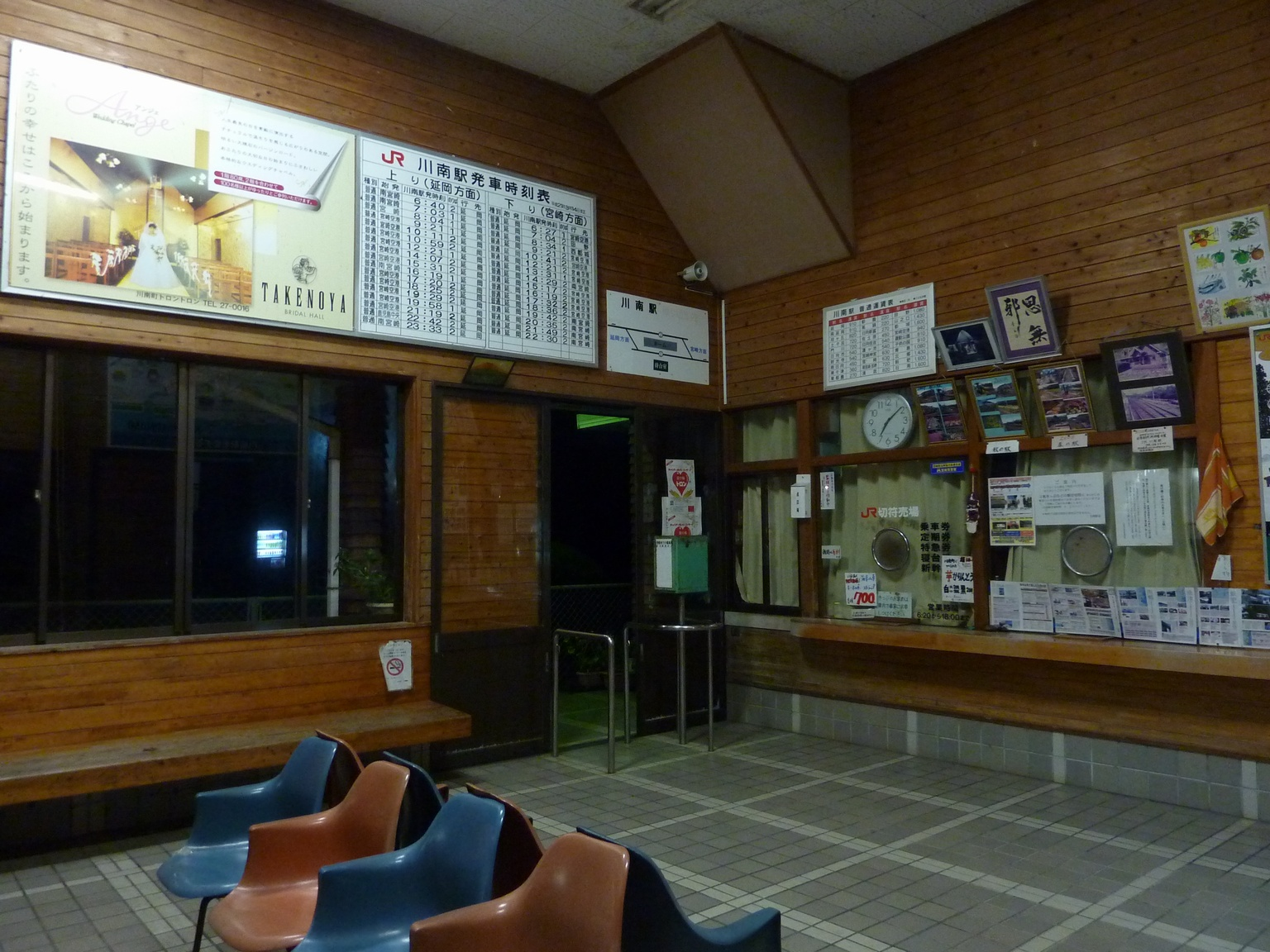
站房內部（2010年）

使用中的為第三代站房，於1989年改建，為以木建成的單層站房。進站後，左則為候車大堂，設有多張候車座椅；右側為售票窗口及站務室，過往曾經由地元企業「兒湯鐵道服務」等負責，現時已由川南町觀光協會負責車站事務事宜。通過月台後，可從樓梯或無障礙斜道、經過橫越路軌的平交道前往月台。本站是日豐本線內較早引入無障礙斜道的鄉郊車站，於2012年時已設置，並同時將原來的跨線行人天橋拆去。町觀光協會接手後，曾經安排協助輪椅使用者返往月台的服務，但被JR九州以町職員未有正式接受過推輪椅訓練而被要求停止相關安排，後來經町役場安排職員到宮崎接受培訓後，相關安排才得以繼續。
站房外左側設有男、女獨立使用的洗手間一座，以及用作信號管理處的單層水泥建築物。洗手間的對面設有兩列單車停泊處。

### 月台
現時使用島式月台1個，而島式月台外側則曾另設有一個側式月台，現時已棄用，但相關月台、路基、已截斷的路軌等仍然遺留。
月台的長度為約130米，有效長度為6輛，而1號月台因部份被改建為無障礙斜道，因此能使用的長度減至約100米，即有效長度為5輛。原則上2號月台為主線道，特急列車或貨物列車通過時皆會使用，1號月台為避線月台，當不用避線時，列車多停靠2號月台，然而各方向的列車均有機會使用1號或2號月台。
月台為全露天設計，中央部份設有約10米長的有蓋候車亭，各邊設有2張4獨立座位的塑膠候車座椅。
| 月台 | 路線      | 上下行 | 方向                                           |
| ---- | --------- | ------ | ---------------------------------------------- |
| 1、2 | ■日豐本線 | 下行   | 南宮崎、宮崎機場、田野、西都城、鹿兒島中央方向 |
| 1、2 | ■日豐本線 | 上行   | 延岡方向                                       |

## 歷史
- 1921年6月11日：鐵道省宮崎本線高鍋～美美津開通，開站[7][2]。
- 1959年5月：站房重建工程完成[2]。
- 1981年4月14日：業務委託化[2]。
- 1987年4月1日：國鐵分割民營化，車站由九州旅客鐵道（JR九州）營運。
- 1989年：站房第二次重建[1]。
- 1996年6月1日：隨宮崎綜合鐵道事業部（日语：宮崎総合鉄道事業部）成立，車站從大分分社（日语：九州旅客鉄道大分支社）改為鹿兒島分社（日语：九州旅客鉄道鹿児島支社）管理。
- 2022年4月1日：隨宮崎綜合鐵道事業部改組，並且昇格為宮崎支社（日语：九州旅客鉄道宮崎支社），車站管理權由宮崎支社承繼[8]。

## 使用狀況
在2021年度，1日平均乘車人次為264人，乘車人數曾於2019年度因不足以進入首300位而未有紀錄，2020年度則剛好排列最多人使用300個車站中的第300名，到2021年則回升至第292位。
以下為近年1日平均乘車人次。
| 年度   | 1日平均 乘車人次 |
| ------ | ---------------- |
| 1996年 | 268              |
| 1997年 | 250              |
| 1998年 | 272              |
| 1999年 | 277              |
| 2000年 | 271              |
| 2001年 | 257              |
| 2002年 | 234              |
| 2003年 | 249              |
| 2004年 | 243              |
| 2005年 | 224              |
| 2006年 | 224              |
| 2007年 | 242              |
| 2008年 | 262              |
| 2009年 | 243              |
| 2010年 | 240              |
| 2011年 | 259              |
| 2012年 | 278              |
| 2013年 | 319              |
| 2014年 | 311              |
| 2015年 | 291              |
| 2016年 | 未有公開         |
| 2017年 | 未有公開         |
| 2018年 | 308              |
| 2019年 | 未有公開         |
| 2020年 | 249              |
| 2021年 | 264              |
| 2022年 | 274              |
| 2023年 | 300              |

## 車站周邊
- 伊倉濱自然公園
- 龍野神社

## 相鄰車站
九州旅客鐵道
■日豐本線
都農－川南－高鍋

## 外部連結
- JR九州川南站 （页面存档备份，存于）